# Aéroport de Liepāja
L'aéroport international de Liepāja (IATA : LPX, OACI : EVLA) est un aéroport régional de l'ouest de la Lettonie certifié pour le trafic aérien international. 
Avec l'aéroport international de Riga et l'aéroport international de Ventspils, c'est l'un des trois principaux aéroports de Lettonie.

## Situation
| Liepāja Riga Ventspils |

### Statistiques
Pour des raisons techniques, il est temporairement impossible d'afficher le graphique qui aurait dû être présenté ici.

Voir la requête brute et les sources sur Wikidata.